# Germs-sur-l'Oussouet
Germs-sur-l'Oussouet is een gemeente in het Franse departement Hautes-Pyrénées (regio Occitanie) en telt 116 inwoners (2009). De plaats maakt deel uit van het arrondissement Argelès-Gazost.

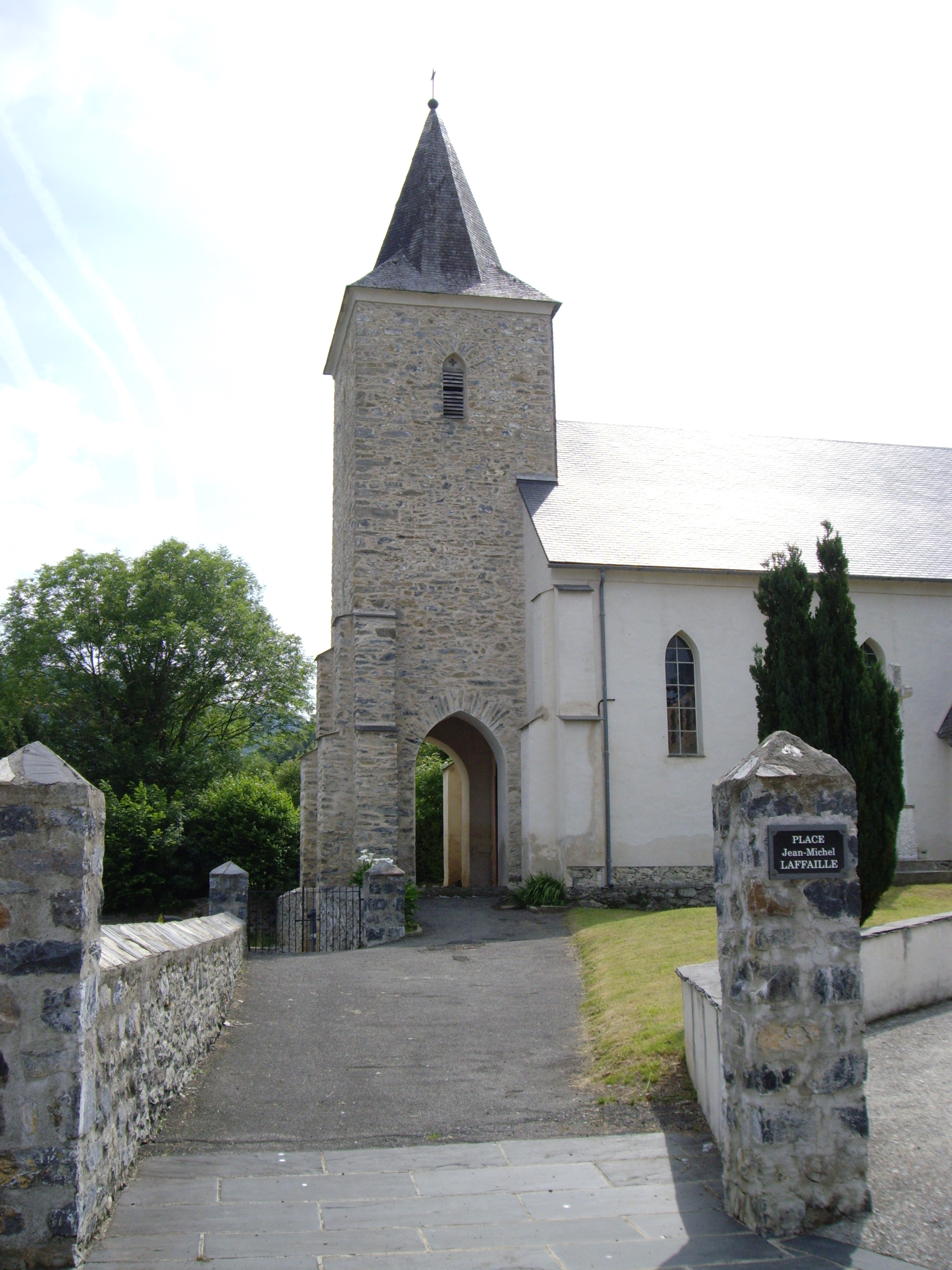
Kerk Saint-Jacques

## Geografie
De oppervlakte van Germs-sur-l'Oussouet bedraagt 13,6 km², de bevolkingsdichtheid is dus 8,5 inwoners per km².

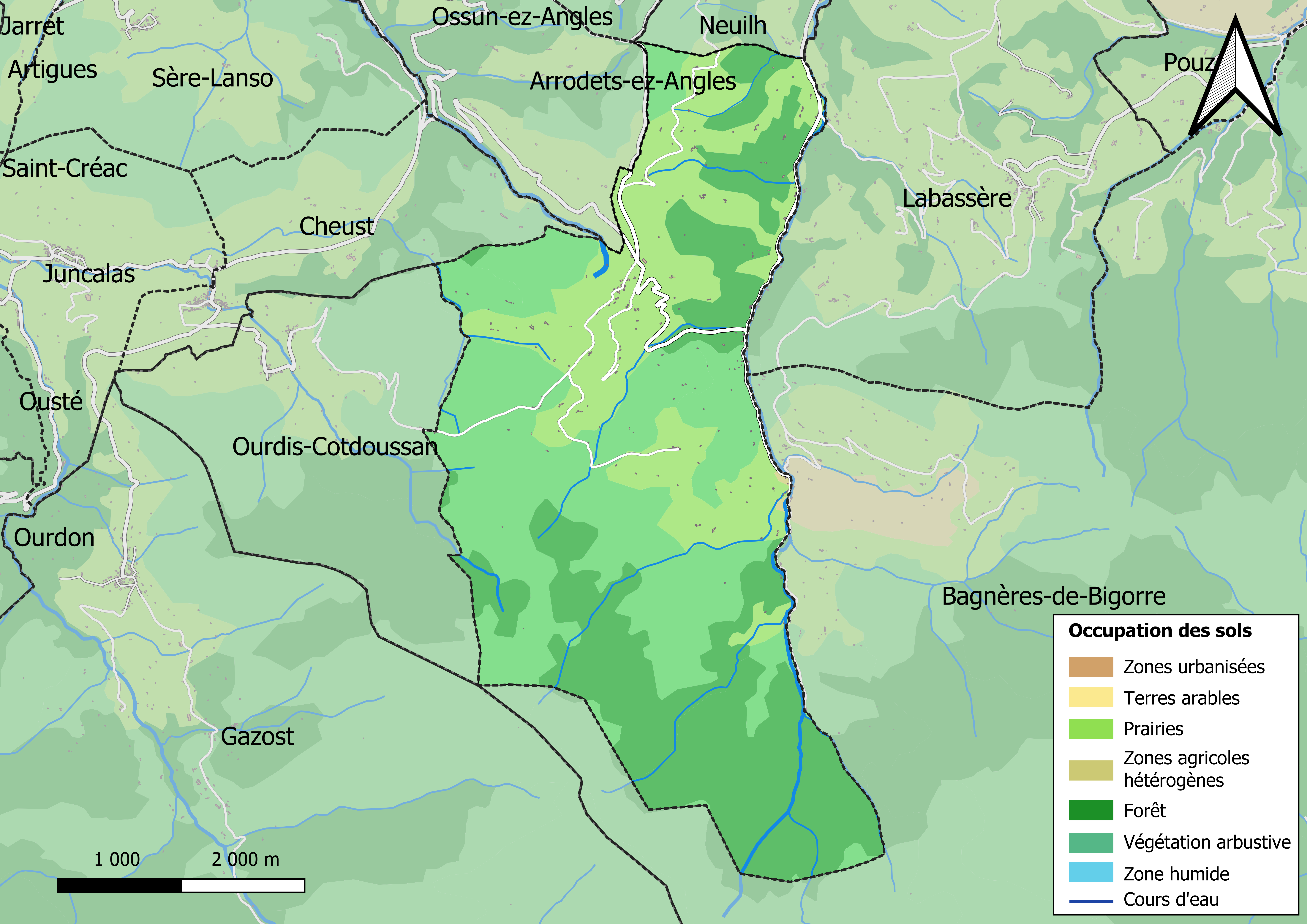
Kaart van de gemeente met belangrijkste infrastructuur, bodemgebruik en omliggende gemeenten

## Demografie
Onderstaande figuur toont het verloop van het inwonertal (bron: INSEE-tellingen).
1. ↑  Populations de référence 2022.